# Faradja
Faradja és un gènere d'aranyes de la família Araneidae. Fou descrita el 1970 per Grasshoff. A data de 2017, només conté una espècie, Faradja faradjensis, localitzada a la República Democràtica del Congo.